# 沖縄県議会
沖縄県議会（おきなわけんぎかい）は、沖縄県に設置されている地方議会である。

## 概要
- 定数：48人
- 任期：4年
- 選挙区：各市町村を選挙区とする中選挙区制（単記非移譲式。2016年県議選から1人区は無い）
- 議長：中川京貴[1] （自民）
- 副議長：上原章[2]（公明）

### 任期
- 4年

議会解散が実施されれば任期満了前であっても議員任期は終了する。過去に任期満了前の解散が行われたことは無いが、第1回の県議選は沖縄の復帰に伴う特別措置に関する法律に基づいて1972年6月25日に行われており、東京都議会・茨城県議会（共に議会解散が原因）および岩手県議会・宮城県議会・福島県議会（いずれも東日本大震災にともなう直後の選挙の延期）と合わせて4年に1度の統一地方選挙に投開票が行われない都道府県議会議員選挙の一つとなっている。

### 定数
- 48人

第1回の県議選では44であったが、徐々に増加。1984年に47となり、1991年に現行の48となった。

### 選出方法
- 中選挙区制（2016年の県議選から1人区は無い）

### 事務局
議会事務を担当する事務局が設置されている。
- 総務課
- 議事課
- 政務調査課

## 歴史
1909年に沖縄県会が開設される。
1945年には日本の施政下から外れたことによって沖縄県会は米軍政下で「沖縄議会」となる。
米軍政期間中は「沖縄議会」から「沖縄民政議会」への改組を経て、1952年4月1日に琉球政府立法院となる。
沖縄の本土復帰に伴い、日本国の都道府県議会たる沖縄県議会となった。
仲井眞弘多が自公推薦で沖縄県知事に当選した2006年11月以降、自民党・公明党の両党は県政与党であり、かつ県議会では過半数を確保していた。2008年6月8日の第10回沖縄県議会議員選挙の結果、与野党の勢力が逆転し、自民・公明は少数与党となった。2012年6月10日の第11回沖縄県議会議員選挙でも、引き続き自民・公明は少数与党となった。2014年11月16日の第12回沖縄県知事選挙で、社民・共産・社大・生活・新風会支持の翁長雄志が当選。3党1会派は県政与党（生活の党と山本太郎となかまたちは沖縄県議会に議席を有さない）になり、自民・公明は下野。ねじれ現象が解消された。2020年6月7日の第13回沖縄県議会議員般選挙でも、県政与党勢力が改選前より1議席減らすも、25議席を獲得し過半数を維持していた。
しかし、2024年6月16日に施行された第14回沖縄県議会議員選挙の結果、玉城デニー知事を支持する県政与党（社民・共産・社大・立民などのオール沖縄勢力）は過半数を割り込むこととなった。

## 会派
2024年7月現在、てぃーだ平和ネット、日本共産党沖縄県議会議員団、おきなわ新風、沖縄社会大衆党の4会派が玉城県政の与党である。沖縄自民党・無所属の会が野党、公明党と維新の会の2会派が中立会派である。
おきなわ新風の前身であるおきなわは、2020年の県議会議長選出、2021年のうるま市長選の際に自民・公明の支援を受ける候補者を推挙したが、赤嶺昇県議会議長が与党会派を脱して無所属になった後は、衆院選、辺野古反対運動等で他与党会派と歩調を合わせた。その後南風と合流しおきなわ南風となり、さらに立憲おきなわと合流して、おきなわ新風となっている。
| 会派                       | 議員数 | 党派                  | 女性議員数 | 女性議員の比率(%) |
| -------------------------- | ------ | --------------------- | ---------- | ----------------- |
| 沖縄自民党・無所属の会     | 22     | 自由民主党20・無所属2 | 0          | 0                 |
| てぃーだ平和ネット         | 8      | 社会民主党2・無所属6  | 3          | 37.5              |
| おきなわ新風               | 5      | 立憲民主党2・無所属3  | 2          | 40                |
| 公明党                     | 4      | 公明党                | 1          | 25                |
| 日本共産党沖縄県議会議員団 | 4      | 日本共産党            | 1          | 25                |
| 沖縄社会大衆党             | 3      | 沖縄社会大衆党3       | 1          | 33.33             |
| 維新の会                   | 2      | 日本維新の会2         | 0          | 0                 |
| 計                         | 48     |                       | 8          | 16.67             |
| ※2024年7月16日現在         |        |                       |            |                   |

## 選挙区・選出議員・有権者数
2016年の県議選は選挙区が変更され、「那覇市区（定数11）」が南部離島7町村（座間味村、渡嘉敷村、久米島町、粟国村、渡名喜村、北大東村、南大東村）と合区され「那覇市・南部離島区（定数11）」となり、「南城市区（定数1）」は南部離島7町村を除く島尻郡区と合区され「南城市・島尻郡区（定数4）」となった。2021年現在、47都道府県議会において1人区を有さないのは沖縄県議会のみであり、1票の格差が小さく他の都道府県と比べて投票価値の平等化が極めて進んでいると言える。
| 選挙区                 | 定数 | 市町村                                                                           | 有権者数  |
| 那覇市・南部離島選挙区 | 11   | 那覇市、島尻郡座間味村・渡嘉敷村・久米島町・粟国村・渡名喜村・北大東村・南大東村 | 268,824   |
| 沖縄市選挙区           | 5    | 沖縄市                                                                           | 112,230   |
| 中頭郡選挙区           | 5    | 中頭郡                                                                           | 124,413   |
| うるま市選挙区         | 4    | うるま市                                                                         | 98,792    |
| 浦添市選挙区           | 4    | 浦添市                                                                           | 91,369    |
| 南城市・島尻郡選挙区   | 4    | 南城市、島尻郡与那原町・南風原町・八重瀬町                                       | 106,483   |
| 宜野湾市選挙区         | 3    | 宜野湾市                                                                         | 78,775    |
| 糸満市選挙区           | 2    | 糸満市                                                                           | 48,434    |
| 豊見城市選挙区         | 2    | 豊見城市                                                                         | 50,655    |
| 名護市選挙区           | 2    | 名護市                                                                           | 50,313    |
| 国頭郡選挙区           | 2    | 国頭郡、島尻郡伊平屋村・伊是名村                                                 | 54,415    |
| 宮古島市選挙区         | 2    | 宮古島市、宮古郡                                                                 | 45,651    |
| 石垣市選挙区           | 2    | 石垣市、八重山郡                                                                 | 44,081    |
| 合計                   | 48   |                                                                                  | 1,174,435 |

1票の格差は1.23倍である（2021年6月1日現在）

### 2024年県議会議員選挙の区割りと現職議員
沖縄県議選の結果、自民、公明両党などの玉城デニー知事不支持派が過半数を確保。
共産、社民両党など米軍普天間飛行場の辺野古移設に反対する玉城知事支持派は大幅に議席を減らした。
知事は「非常に厳しい県政運営を余儀なくされる」と述べた、投票率は45.26％で過去最低  。
| 選挙区                 | 定数 | 市町村 | 議員氏名           | 所属党派           | 年齢               | 新旧別             | 得票数/有権者数（絶対得票率） |
| ---------------------- | ---- | --- | ------------------ | ------------------ | ------------------ | ------------------ | ----------------------------- |
| 那覇市・南部離島選挙区 | 11   | - 那覇市 - 座間味村 - 渡嘉敷村 - 久米島町 - 粟国村 - 渡名喜村 - 北大東村 - 南大東村                        | 糸数昌洋           | 公明               | 63                 | 新                 | 9,451 / 260,999 (4%)          |
| 那覇市・南部離島選挙区 | 11   | - 那覇市 - 座間味村 - 渡嘉敷村 - 久米島町 - 粟国村 - 渡名喜村 - 北大東村 - 南大東村                        | 新垣淑豊           | 自民               | 48                 | 現                 | 8,654 / 260,999 (3%)          |
| 那覇市・南部離島選挙区 | 11   | - 那覇市 - 座間味村 - 渡嘉敷村 - 久米島町 - 粟国村 - 渡名喜村 - 北大東村 - 南大東村                        | 上原章             | 公明               | 68                 | 現                 | 8,631.360 / 260,999 (3%)      |
| 那覇市・南部離島選挙区 | 11   | - 那覇市 - 座間味村 - 渡嘉敷村 - 久米島町 - 粟国村 - 渡名喜村 - 北大東村 - 南大東村                        | 喜友名智子         | 立憲               | 47                 | 現                 | 8,426 / 260,999 (3%)          |
| 那覇市・南部離島選挙区 | 11   | - 那覇市 - 座間味村 - 渡嘉敷村 - 久米島町 - 粟国村 - 渡名喜村 - 北大東村 - 南大東村                        | 平良識子           | 社大               | 45                 | 新                 | 8,322 / 260,999 (3%)          |
| 那覇市・南部離島選挙区 | 11   | - 那覇市 - 座間味村 - 渡嘉敷村 - 久米島町 - 粟国村 - 渡名喜村 - 北大東村 - 南大東村                        | 比嘉瑞己           | 共産               | 49                 | 現                 | 7,053 / 260,999 (3%)          |
| 那覇市・南部離島選挙区 | 11   | - 那覇市 - 座間味村 - 渡嘉敷村 - 久米島町 - 粟国村 - 渡名喜村 - 北大東村 - 南大東村                        | 上原快佐           | 無所属             | 44                 | 現                 | 6,782.634 / 260,999 (3%)      |
| 那覇市・南部離島選挙区 | 11   | - 那覇市 - 座間味村 - 渡嘉敷村 - 久米島町 - 粟国村 - 渡名喜村 - 北大東村 - 南大東村                        | 西銘啓史郎         | 自民               | 66                 | 現                 | 6,665 / 260,999 (3%)          |
| 那覇市・南部離島選挙区 | 11   | - 那覇市 - 座間味村 - 渡嘉敷村 - 久米島町 - 粟国村 - 渡名喜村 - 北大東村 - 南大東村                        | 當間盛夫           | 維新               | 63                 | 現                 | 6,603 / 260,999 (3%)          |
| 那覇市・南部離島選挙区 | 11   | - 那覇市 - 座間味村 - 渡嘉敷村 - 久米島町 - 粟国村 - 渡名喜村 - 北大東村 - 南大東村                        | 渡久地修           | 共産               | 71                 | 現                 | 6,601 / 260,999 (3%)          |
| 那覇市・南部離島選挙区 | 11   | - 那覇市 - 座間味村 - 渡嘉敷村 - 久米島町 - 粟国村 - 渡名喜村 - 北大東村 - 南大東村                        | 仲村家治           | 自民               | 62                 | 現                 | 6,131 / 260,999 (2%)          |
| 沖縄市選挙区           | 5    | 沖縄市 | 仲村未央           | 立憲               | 52                 | 現                 | 10,078 / 111,221 (9%)         |
| 沖縄市選挙区           | 5    | 沖縄市 | 幸喜愛             | 社民               | 58                 | 新                 | 8,919 / 111,221 (8%)          |
| 沖縄市選挙区           | 5    | 沖縄市 | 高橋真             | 公明               | 47                 | 新                 | 8,580 / 111,221 (8%)          |
| 沖縄市選挙区           | 5    | 沖縄市 | 花城大輔           | 自民               | 52                 | 現                 | 7,264 / 111,221 (7%)          |
| 沖縄市選挙区           | 5    | 沖縄市 | 小渡良太郎         | 自民               | 44                 | 現                 | 6,330 / 111,221 (6%)          |
| うるま市選挙区         | 4    | うるま市                                                                                                   | 照屋大河           | 社民               | 53                 | 現                 | 8,553 / 99,034 (9%)           |
| うるま市選挙区         | 4    | うるま市                                                                                                   | 山内末子           | 無所属             | 66                 | 現                 | 7,984 / 99,034 (8%)           |
| うるま市選挙区         | 4    | うるま市                                                                                                   | 喜屋武力           | 自民               | 64                 | 新                 | 7,771 / 99,034 (8%)           |
| うるま市選挙区         | 4    | うるま市                                                                                                   | 大屋政善           | 自民               | 68                 | 新                 | 7,320 / 99,034 (7%)           |
| 浦添市選挙区           | 4    | 浦添市 | 島尻忠明           | 自民               | 57                 | 現                 | 9,493 / 90,417 (10%)          |
| 浦添市選挙区           | 4    | 浦添市 | 当山勝利           | 社大               | 61                 | 現                 | 8,559 / 90,417 (9%)           |
| 浦添市選挙区           | 4    | 浦添市 | 松下美智子         | 公明               | 69                 | 新                 | 7,847 / 90,417 (9%)           |
| 浦添市選挙区           | 4    | 浦添市 | 西銘純恵           | 共産               | 73                 | 現                 | 7,608 / 90,417 (8%)           |
| 宜野湾市選挙区         | 3    | 宜野湾市                                                                                                   | 玉城健一郎         | 無所属             | 39                 | 現                 | 8,166 / 77,083 (11%)          |
| 宜野湾市選挙区         | 3    | 宜野湾市                                                                                                   | 又吉清義           | 自民               | 66                 | 現                 | 7,539 / 77,083 (10%)          |
| 宜野湾市選挙区         | 3    | 宜野湾市                                                                                                   | 呉屋宏             | 自民               | 65                 | 現                 | 7,133 / 77,083 (9%)           |
| 名護市選挙区           | 2    | 名護市 | 比嘉忍             | 自民               | 56                 | 新                 | 10,447 / 50,195 (21%)         |
| 名護市選挙区           | 2    | 名護市 | 山里将雄           | 無所属             | 67                 | 現                 | 8,510 / 50,195 (17%)          |
| 宮古島市選挙区         | 2    | - 宮古島市 - 多良間村                                                                                      | 新里匠             | 無所属             | 47                 | 新                 | 7,934 / 46,002 (17%)          |
| 宮古島市選挙区         | 2    | - 宮古島市 - 多良間村                                                                                      | 下地康教           | 自民               | 64                 | 現                 | 7,207 / 46,002 (16%)          |
| 糸満市選挙区           | 2    | 糸満市 | 新垣新             | 自民               | 49                 | 現                 | 9,268 / 47,576 (19%)          |
| 糸満市選挙区           | 2    | 糸満市 | 太田守             | 維新               | 65                 | 新                 | 4,729 / 47,576 (10%)          |
| 豊見城市選挙区         | 2    | 豊見城市                                                                                                   | 島袋大             | 自民               | 51                 | 現                 | 7,849 / 50,270 (16%)          |
| 豊見城市選挙区         | 2    | 豊見城市                                                                                                   | 瀬長美佐雄         | 共産               | 62                 | 現                 | 7,486 / 50,270 (15%)          |
| 石垣市選挙区           | 2    | - 石垣市 - 竹富町 - 与那国町                                                                               | 大浜一郎           | 自民               | 62                 | 現                 | 無投票                        |
| 石垣市選挙区           | 2    | - 石垣市 - 竹富町 - 与那国町                                                                               | 次呂久成崇         | 無所属             | 50                 | 現                 | 無投票                        |
| 南城市・島尻郡選挙区   | 4    | - 南城市 - 与那原町 - 南風原町 - 八重瀬町                                                                  | 瑞慶覧長風         | 社大               | 31                 | 新                 | 14,950 / 107,164 (14%)        |
| 南城市・島尻郡選挙区   | 4    | - 南城市 - 与那原町 - 南風原町 - 八重瀬町                                                                  | 座波一             | 自民               | 64                 | 現                 | 11,002 / 107,164 (10%)        |
| 南城市・島尻郡選挙区   | 4    | - 南城市 - 与那原町 - 南風原町 - 八重瀬町                                                                  | 新垣善之           | 無所属             | 45                 | 新                 | 10,257 / 107,164 (10%)        |
| 南城市・島尻郡選挙区   | 4    | - 南城市 - 与那原町 - 南風原町 - 八重瀬町                                                                  | 徳田将仁           | 自民               | 37                 | 新                 | 7,486 / 107,164 (7%)          |
| 中頭郡選挙区           | 5    | - 読谷村 - 嘉手納町 - 北谷町 - 北中城村 - 中城村 - 西原町                                                  | 新垣光栄           | 無所属             | 61                 | 現                 | 9,998 / 123,910 (8%)          |
| 中頭郡選挙区           | 5    | - 読谷村 - 嘉手納町 - 北谷町 - 北中城村 - 中城村 - 西原町                                                  | 米須清一郎         | 無所属             | 54                 | 新                 | 9,868 / 123,910 (8%)          |
| 中頭郡選挙区           | 5    | - 読谷村 - 嘉手納町 - 北谷町 - 北中城村 - 中城村 - 西原町                                                  | 仲宗根悟           | 無所属             | 66                 | 現                 | 9,467 / 123,910 (8%)          |
| 中頭郡選挙区           | 5    | - 読谷村 - 嘉手納町 - 北谷町 - 北中城村 - 中城村 - 西原町                                                  | 中川京貴           | 自民               | 61                 | 現                 | 9,086 / 123,910 (7%)          |
| 中頭郡選挙区           | 5    | - 読谷村 - 嘉手納町 - 北谷町 - 北中城村 - 中城村 - 西原町                                                  | 宮里洋史           | 自民               | 37                 | 新                 | 8,982 / 123,910 (7%)          |
| 国頭郡選挙区           | 2    | - 国頭村 - 大宜味村 - 東村 - 今帰仁村 - 本部町 - 恩納村 - 宜野座村 - 金武町 - 伊江村 - 伊平屋村 - 伊是名村 | 儀保唯             | 無所属             | 39                 | 新                 | 10,443 / 53,518 (20%)         |
| 国頭郡選挙区           | 2    | - 国頭村 - 大宜味村 - 東村 - 今帰仁村 - 本部町 - 恩納村 - 宜野座村 - 金武町 - 伊江村 - 伊平屋村 - 伊是名村 | 仲里全孝           | 自民               | 59                 | 現                 | 9,410 / 53,518 (18%)          |
| 計                     | 48   | ※2024年6月17日現在                                                                                         | ※2024年6月17日現在 | ※2024年6月17日現在 | ※2024年6月17日現在 | ※2024年6月17日現在 | ※2024年6月17日現在            |

## 役員・委員会

### 正副議長
- 議長：中川京貴[1] （自民・無所属）
- 副議長：上原章[2] （公明）

### 常任委員会
| 委員会             | 委員数 | 委員長                     | 副委員長            | 会派構成                                                    |
| ------------------ | ------ | -------------------------- | ------------------- | ----------------------------------------------------------- |
| 総務企画           | 13     | 西銘啓史郎（自民・無所属） | 高橋真 （公明）     | 自民・無所属6、てぃーだ2、新風1、公明1、共産1、社大1、維新1 |
| 経済労働           | 12     | 新垣淑豊（自民・無所属）   | 次呂久成崇（新風）  | 自民・無所属5、てぃーだ2、新風2、公明1、共産1、維新1        |
| 文教厚生           | 11     | 新垣新（自民・無所属）     | 松下美智子 （公明） | 自民・無所属5、てぃーだ2、新風1、公明1、共産1、社大1        |
| 土木環境           | 12     | 仲里全孝（自民・無所属）   | 糸数昌洋（公明）    | 自民・無所属6、てぃーだ2、新風1、公明1、共産1、社大1        |
| 議会運営           | 13     | 呉屋宏（自民・無所属）     | 太田守（維新）      | 自民・無所属6、てぃーだ2、新風1、公明1、共産1、社大1、維新1 |
| 米軍基地関係       | 13     | 小渡良太郎（自民・無所属） | 高橋真（公明）      | 自民・無所属6、てぃーだ2、新風1、公明1、共産1、社大1、維新1 |
| ※2024年6月28日現在 |        |                            |                     |                                                             |

## 選挙結果
| 第10回（改選48） 2008年（平成20年）6月8日施行 |      |        |      |
| 与党                                          | 与党 | 野党   | 野党 |
| 自民                                          | 16   | 社民   | 5    |
| 公明                                          | 3    | 共産   | 5    |
|                                               |      | 民主   | 4    |
| 社大                                          | 2    |        |      |
| そうぞう                                      | 1    |        |      |
| 結の会                                        | 3    |        |      |
| 無所属                                        | 3    | 無所属 | 6    |
| 22                                            | 22   | 26     | 26   |
| 投票率 : 57.82%                               |      |        |      |

| 第11回（改選48） 2012年（平成24年）6月10日施行 |      |        |      |
| 与党                                           | 与党 | 野党   | 野党 |
| 自民                                           | 13   | 社民   | 6    |
| 公明                                           | 3    | 共産   | 5    |
|                                                |      | 社大   | 3    |
| 民主                                           | 1    |        |      |
| そうぞう                                       | 1    |        |      |
| 国民新                                         | 1    |        |      |
| 無所属                                         | 5    | 無所属 | 10   |
| 21                                             | 21   | 27     | 27   |
| 投票率 : 52.49%                                |      |        |      |

| 第12回（改選48） 2016年（平成28年）6月5日施行 |      |        |      |
| 与党                                          | 与党 | 野党   | 野党 |
| 社民                                          | 6    | 自民   | 14   |
| 共産                                          | 6    | 公明   | 4    |
| 社大                                          | 3    |        |      |
| 無所属                                        | 12   | 無所属 | 1    |
| 27                                            | 27   | 19     | 19   |
| 投票率 : 53.31%（前回比：+0.82ポイント）      |      |        |      |

| 第13回（改選48） 2020年（令和2年）6月7日施行 |      |        |      |
| 与党                                         | 与党 | 野党   | 野党 |
| 共産                                         | 7    | 自民   | 17   |
| 社民                                         | 4    | 公明   | 2    |
| 社大                                         | 2    |        |      |
| 立民                                         | 1    |        |      |
| 無所属                                       | 11   | 無所属 | 4    |
| 25                                           | 25   | 23     | 23   |
| 投票率 : 46.96%（前回比：-6.35ポイント）     |      |        |      |

| 第14回（改選48） 2024年（令和6年）6月16日施行 |      |        |      |
| 与党                                          | 与党 | 野党   | 野党 |
| 共産                                          | 4    | 自民   | 20   |
| 社大                                          | 3    | 公明   | 4    |
| 社民                                          | 2    | 維新   | 2    |
| 立民                                          | 2    |        |      |
| 無所属                                        | 9    | 無所属 | 2    |
| 20                                            | 20   | 28     | 28   |
| 投票率 : 45.26%（前回比：-1.70ポイント）      |      |        |      |

## 主な出身者

### 国会議員（現職）
- 國場幸之助（自由民主党衆議院議員）
- 金城泰邦（公明党衆議院議員）
- 西銘恒三郎（自由民主党衆議院議員）
- 伊波洋一（無所属参議院議員、元宜野湾市長）

### 国会議員（元職）
- 安次富修（自由民主党元衆議院議員、元宜野湾市議会議員）
- 嘉数知賢（自由民主党元衆議院議員）
- 照屋寛徳（社会民主党元衆議院議員）
- 古堅実吉（日本共産党元衆議院議員）
- 仲里利信（無所属元衆議院議員）
- 仲村正治（自由民主党元衆議院議員、元那覇市議会議員）
- 糸数慶子（沖縄社会大衆党元参議院議員）
- 儀間光男（日本維新の会元参議院議員、元浦添市長）
- 島袋宗康（沖縄社会大衆党元参議院議員、元那覇市議会議員）

### その他
- 座喜味一幸 （宮古島市長）
- 佐喜眞淳 （宜野湾市長）
- 新垣安弘 （八重瀬町長）
- 翁長雄志 （元沖縄県知事、元那覇市長）
- 新川秀清 （元沖縄市長）
- 翁長助裕 （元沖縄県副知事）
- 瑞慶覧長方 （植物学者、元沖縄社会大衆党委員長）